# Kalisz Pomorski
Kalisz Pomorski é um município da Polônia, na voivodia da Pomerânia Ocidental e no condado de Drawsko. Estende-se por uma área de 11,95 km², com 4 375 habitantes, segundo os censos de 2016, com uma densidade de 365,8 hab/km².